# Alfred Thomas Grove
Alfred Thomas Grove (* 8. April 1924 in Evesham, Worcestershire, England; † 9. Juli 2023) war ein britischer Geograf und Klimatologe. Er ist Emeritius Fellow des Downing College und war Leiter des Centre of African Studies der Universität Cambridge. Grove forschte über Umweltprobleme und Landschaftsveränderungen in Südeuropa, den Klimawandel und die Desertifikation mit Schwerpunkt in Afrika und Südeuropa.

## Karriere und Werke
Grove war von 1949 bis 1982 Dozent am Department of Geography der Universität Cambridge und von 1980 bis 1986 Leiter des Centre of African Studies ebendort. 1963 bis 1991 war er Fellow des Downing College in Cambridge. Er verfasste eine Reihe von Büchern, darunter Africa South of the Sahara, und Bücher über die Kleine Eiszeit in Europa, darunter mit seiner Frau, der Glaziologin Jean Grove Little Ice Ages Ancient and Modern, 2004, und The Little Ice Age and its geomorphological consequences in Mediterranean Europe,  mit Oliver Rackham The Nature of Mediterranean Europe, welches als wichtiger Beitrag zur Umweltgeschichte betrachtet wird.
In Betrachtung der angenommenen Tragik der Allmende und neomalthusianistischer Ansätze z. B. von Garrett Hardin bezeichnete er Hardins Interpretation der Tragik der Allmende als die „eines Amerikaners ohne jedes Wissen wie die Allmende wirklich funktioniert“.
Während Grove die zunehmenden Belege für eine von Menschen gemachte globale Erwärmung propagiert, sieht er einen definitiven und konkludenten Beweis einer Ursache im Bereich der Klimaveränderung als praktisch unmöglich an. In seiner Betrachtung des Problems im zitierten Werk zieht er trotz der inhärenten Unsicherheit den Schluss, dass menschliche Aktivität eine wesentliche Ursache für globale Erwärmung sei und dass es deshalb sicherer sei, zu handeln und die klimaverändernden Faktoren zu begrenzen mit dem Ziel, den Wandel zu verlangsamen. In seinem Werk über das mediterrane Europa bezweifelt er die Legenden des "Verlorenen Paradises", einer früher fruchtbaren Region die aufgrund menschlichem Missmanagements zunehmend verödete und verkarstete. Die einfache, geodeterministische Wahrnehmung eines mediterranen Paradieses in der Antike, das von späteren Zivilisationen zerstört wurde, geht mindestens auf das achtzehnte Jahrhundert zurück und wurde seitdem über Jahrhunderte in archäologischen und historischen Kreisen diskutiert. Grove und Lopez-Gunn gehen davon aus, dass der Glaube stattdessen daher rührt, dass die mediterrane Landschaft nicht zum idealisierten Bild der Künstler, Poeten und Wissenschaftler der frühen Aufklärung passte. Grove versuchte, die Evolution von Klima, Vegetation und Landschaft in Südeuropa von prähistorischer Zeit bis in die Gegenwart zu verfolgen und weist darauf hin, dass das Klima gewöhnlich instabil war und die Pflanzendecke diverse Extreme durchlief, ehe sie mit den verschiedenen Formen menschlicher Aktivität resilient wurde. Die Autoren gehen davon aus, dass weite Teile der mediterranen Landschaft bereits seit 4000 Jahren und bis heute von Menschen geformt wurden und die "Humanisierung der Landschaft" sich mit der Entwicklung des heutigen mediterranen Klimas überschnitt. Daher wäre der Mensch nicht die Ursache des Klimawandels, sondern für die breite Biodiversität der Mittelmeerlandschaft verantwortlich. Die größten von Menschen verursachten Änderungen gäbe es seit dem Zweiten Weltkrieg, als mit der Stadtflucht der Landbevölkerung die traditionellen Subsistenzwirtschaften und traditionelle Landbewirtschaftung zugunsten einer Tourismuswirtschaft für Urlauber aufgegeben wurden, was zu einer monotonen, weniger kleinräumigen Landschaft führte. Als reale Bedrohung sehen Grove und sein Mitautor die Überentwicklung der Küstenstreifen, die Entvölkerung des Berglands und den Verlust der tradierten Landbewirtschaftung.

## Leben
Grove war mit Jean Mary Clark (1927–2001) verheiratet, einer bekannten Glaziologin, Klimageschichtlerin und Schwester von Margaret Spufford. Das Paar hatte sechs Kinder, deren ältestes der Historiker Richard Grove ist, welcher auch dem Vorstand der Jean Grove Stiftung in Cambridge angehört. Die katholische Stiftung fördert die Ausbildung von Kindern in Äthiopien durch direkte Unterstützung von vier Schulen in unterschiedlichen Teilen des Landes.

## Ausgewählte Werke und Publikationen
- Andrew S. Cohen, Bert Van Bocxlaer, Jonathan A. Todd, Michael McGlue, Ellinor Michel, Hudson H. Nkotagu, A.T. Grove, Damien Delvaux, "Quaternary ostracodes and molluscs from the Rukwa Basin (Tanzania) and their evolutionary and paleobiogeographic implications", Palaeogeography, Palaeoclimatology, Palaeoecology 392 (2013) 79–97.
- A.T. Grove and E. Lopez-Gunn (2010) Uncertainty in Climate Change, Real Instituto Elcano working paper, Madrid, Spain.